# Старый Город (Курская область)
Ста́рый Го́род — село в Дмитриевском районе Курской области. Административный центр Старогородского сельсовета.
Население — 720 человек (2010 год).

## География
Расположено на правом берегу Свапы, примыкает к южной окраине Дмитриева.
Археология
В селе расположено Старогородское городище, датированное ранним железным веком, IХ—Х и ХI—XIII столетиями. В наши дни оно полностью занято кладбищем. Поблизости выявлены селища древнерусского периода. Городище известно археологам с 1874 года, в 1920-х годах его обследовал А. Преображенский, в 1954 году — Ю. А. Липкинг, а в 1979 году — П. Г. Гайдуков. Старогородское городище состоит из двух площадок (северной и южной), разделенных валом и рвом. Культурный слой содержит напластования раннего железного века, роменской культуры и древнерусские. Вероятно, изначально городище состояло из одной большой площадки, которая в древнерусское время была разделена на две части.
Ряд исследователей отождествляет Старогородский археологический комплекс с древнерусским городом Липовичском — столицей Липовичского княжества.

## История
Во время Великой Отечественной войны, когда немецкие оккупанты подходили к Старому Городу, солдаты Красной армии окопались на въезде в город (нынешнем кладбище), въезд был с западной стороны селения. Там же раньше проходил мост через реку Свапу. Стояло несколько церквей, одна возле моста, другая на бугре (где располагается сейчас кладбище), но прошло уже очень много времени и здания были уничтожены. Красноармейцы выбрали очень выгодную позицию, чтобы не дать захватить нацистам селище. По некоторым данным там было установлено несколько пулеметных установок, выкопано несколько окопов для них, на которые по сей день можно увидеть, придя туда.
По состоянию на 1955 год в селе находился центр колхоза имени Маленкова.

## Население
| 2002 | 2010 |
| ---- | ---- |
| 668  | ↗720 |

## Персоналии
- Суржиков, Виктор Петрович (1947—2009) — глава города Курска (2003—2007). Родился в селе Старый Город.